# Avon Cup 1983
Avon Cup 1983 — жіночий тенісний турнір, що проходив на відкритих кортах з ґрунтовим покриттям у Марко-Айленд (США). Належав до Світової чемпіонської серії Вірджинії Слімс 1983. Турнір відбувся вперше і тривав з 22 січня до 30 січня 1983 року. Перша сіяна Андреа Джегер здобула титул в одиночному розряді.

## Фінальна частина

### Одиночний розряд
Андреа Джегер —  Гана Мандлікова 6–1, 6–3
- Для Джегер це був 1-й титул в одиночному розряді за сезон і 10-й — за кар'єру.

### Парний розряд
Андреа Джегер /  Mary Lou Piatek —  Розмарі Касалс /  Венді Тернбулл 6–3, 6–3
- Для Джегер це був 2-й титул за сезон і 11-й — за кар'єру. Для П'ятек це був єдиний титул за сезон і 1-й — за кар'єру.